# Solomon Joseph Solomon
Pour les articles homonymes, voir Solomon.
Solomon Joseph Solomon (né le 16 septembre 1860 à Londres et mort le 27 juillet 1927 à Birchington-on-Sea) est un peintre britannique, membre fondateur du New English Art Club et sociétaire de la Royal Academy of Arts.

## Biographie
Issu d'un famille appartenant à la communauté juive installée à Londres depuis plusieurs générations, Solomon Joseph Solomon poursuit des études artistiques dans plusieurs établissements, dont les  Royal Academy Schools, l'académie des beaux-arts de Munich, et l'école des beaux-arts de Paris (sous la direction d'Alexandre Cabanel). Outre Cabanel, ses influences peuvent être trouvées chez Frederic Leighton et Lawrence Alma-Tadema.
Il a deux sœurs : Lily Delissa Joseph (en) (1863-1940), également peintre et suffragette, et Henrietta, qui épousa l'homme d'affaires Ernest Lowy.
Ses premières expositions remontent à 1881, entre autres à la New Gallery et à la Royal Society of British Artists (dont il deviendra président en 1919). Il cofonde le New English Art Club en 1886.
En 1883, 1887 et 1889, il expose à Paris au Salon des artistes français des portraits, des peintures de scènes mythologiques et des scènes de genre.
En 1896, il devient membre de la Royal Academy of Arts. En 1897, il peint une fresque destinée à une salle du Royal Exchange, intitulée Charles I demanding the Five Members at the Guildhall, 1641–42.
Durant la Première Guerre mondiale, il travaille dans l'unité Artists Rifles, qui s'occupe du camouflage. Il est notamment réputé comme un pionnier des filets de camouflage ; sur le front français, il est en lien avec son collègue Lucien-Victor Guirand de Scévola. En décembre 1916, de retour à Londres, il fonde une école pour former aux techniques de camouflage.
En 1919, il est l'un des premiers membres de la Society of Graphic Fine Art (en).
Il est l'auteur d'essais, dont The Practice of Oil Painting and Drawing (1914) et Strategic Camouflage (1920), et a illustré de nombreux ouvrages.
Sa fille, Iris Rachel, épousa en 1923, Ewen Montagu.

## Œuvre
Solomon est l'un des artistes britanniques à avoir renouvelé l'art du portrait à la fin du XIXe siècle ; la famille royale lui commanda plusieurs portraits. Par ailleurs, certaines de ses grandes compositions historiques connurent un gros succès lors de leurs présentations.
Parmi les œuvres conservées :
- Ajax and Cassandra, huile sur toile, 1886, Australie, Ballarat Fine Art Gallery.
- Samson, huile sur toile, 1887, Liverpool, Walker Art Gallery.

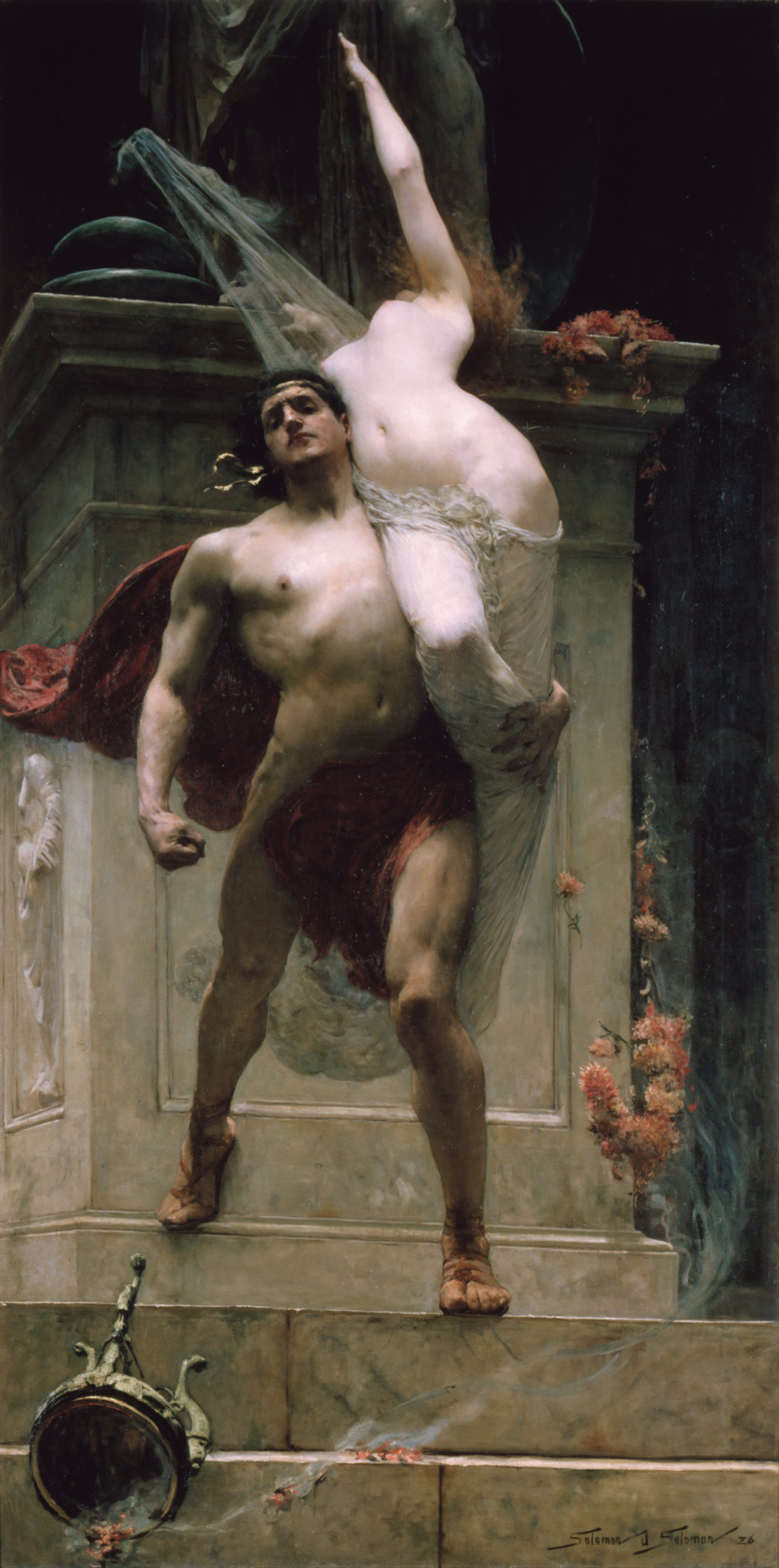
Ajax and Cassandra (1886)
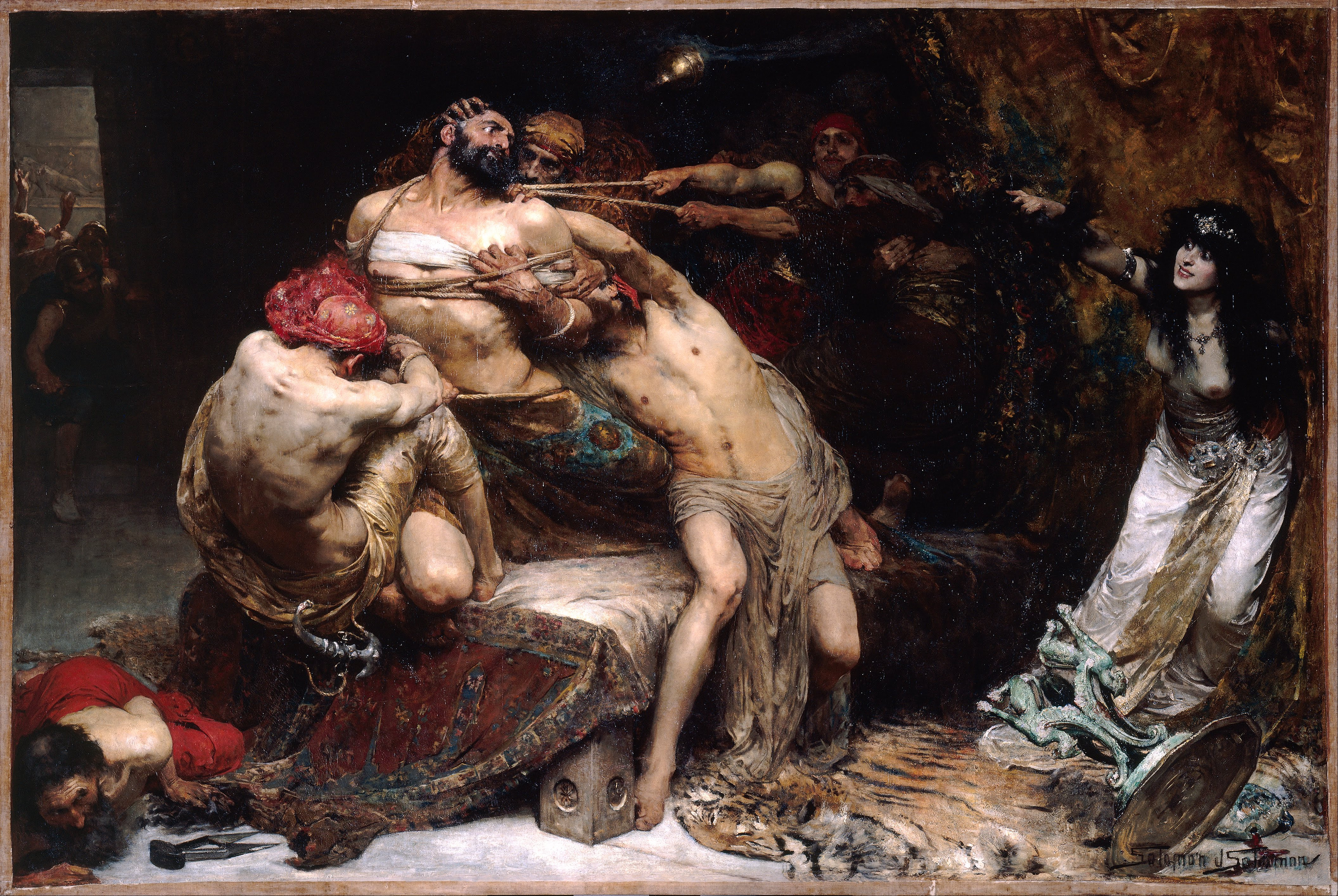
Samson (1887)
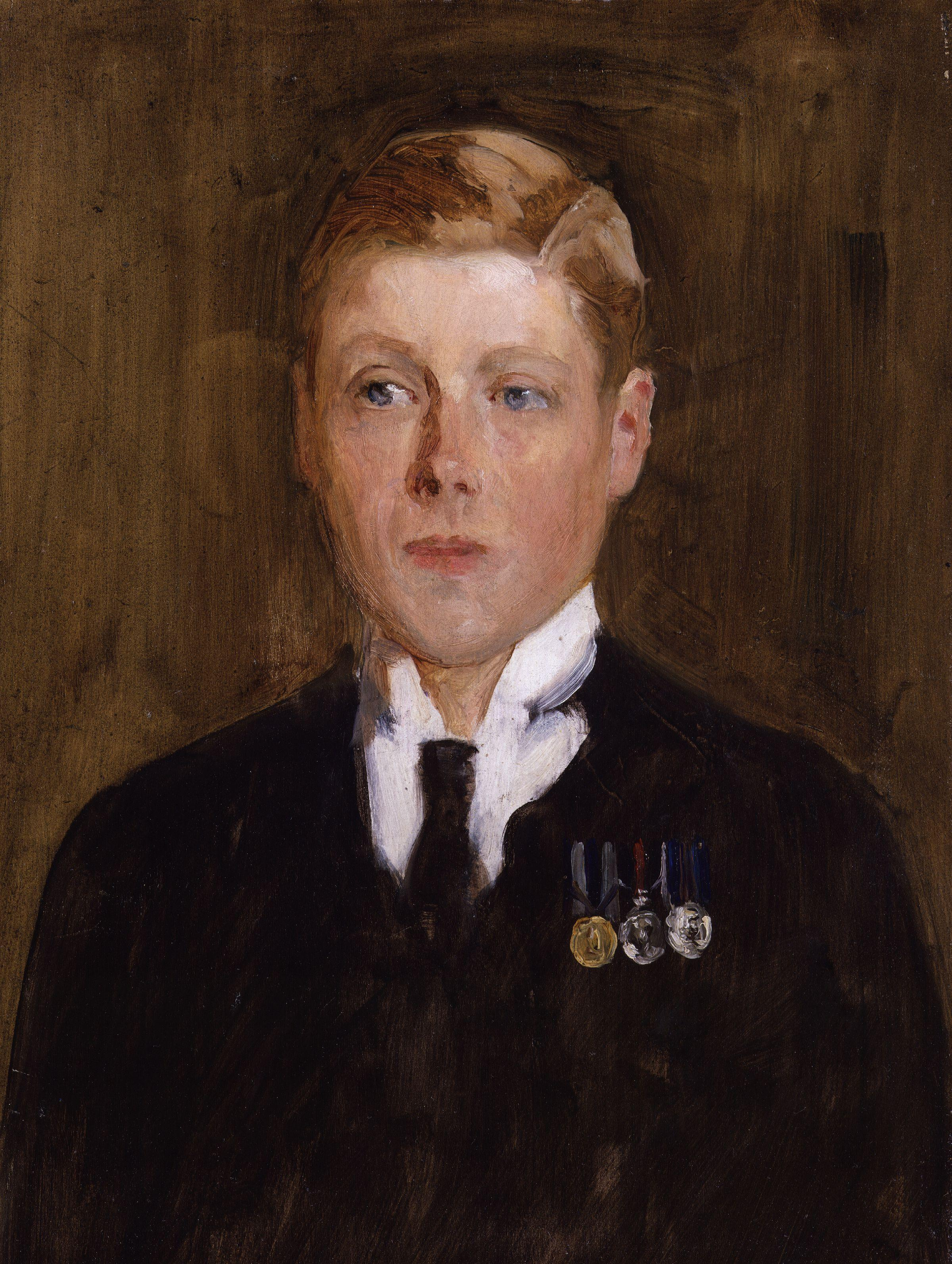
Prince Edward (1914), National Portrait Gallery
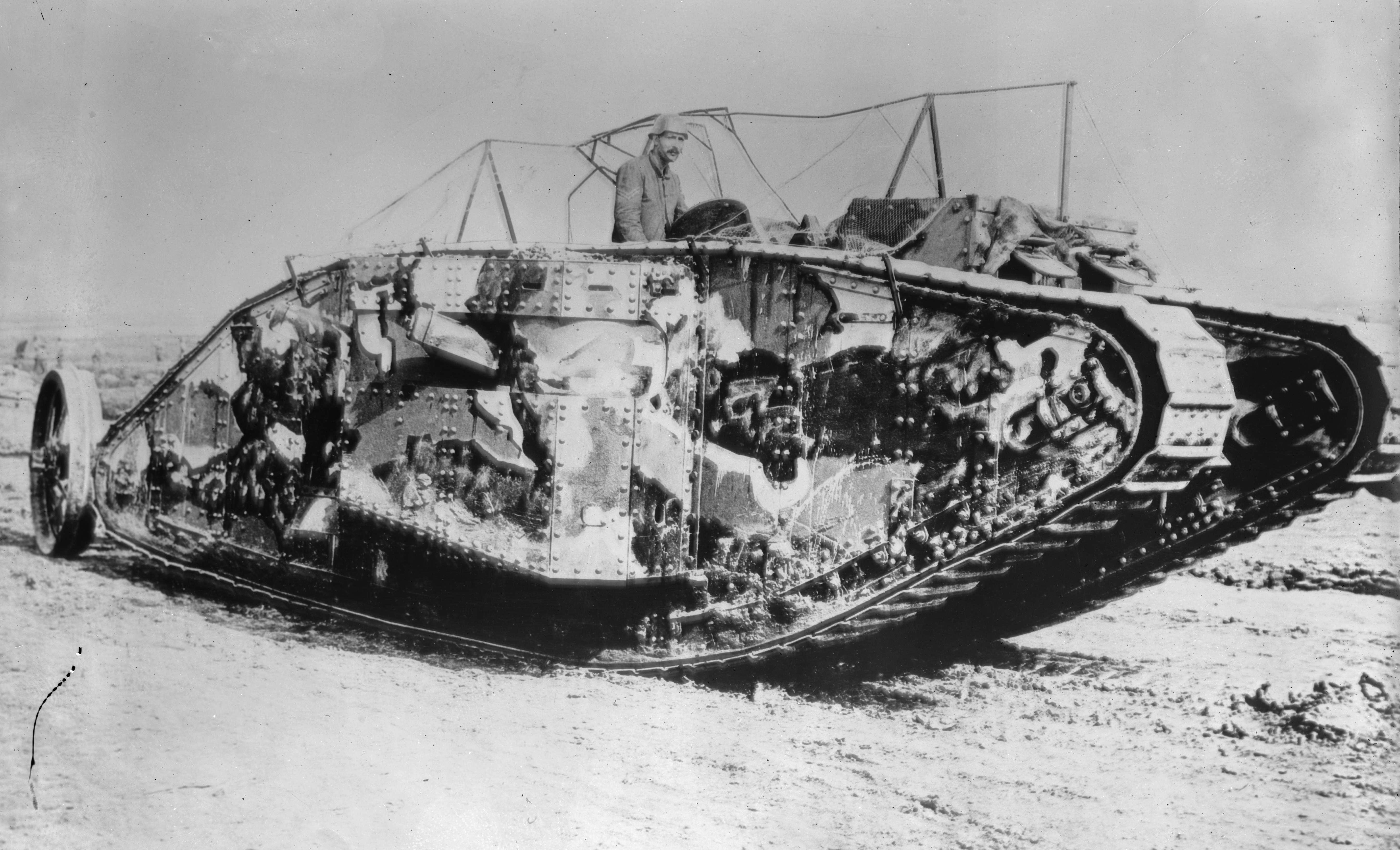
Char Mark I à Thetford (1916), avec camouflage